# Boží muka na náměstí Odborářů

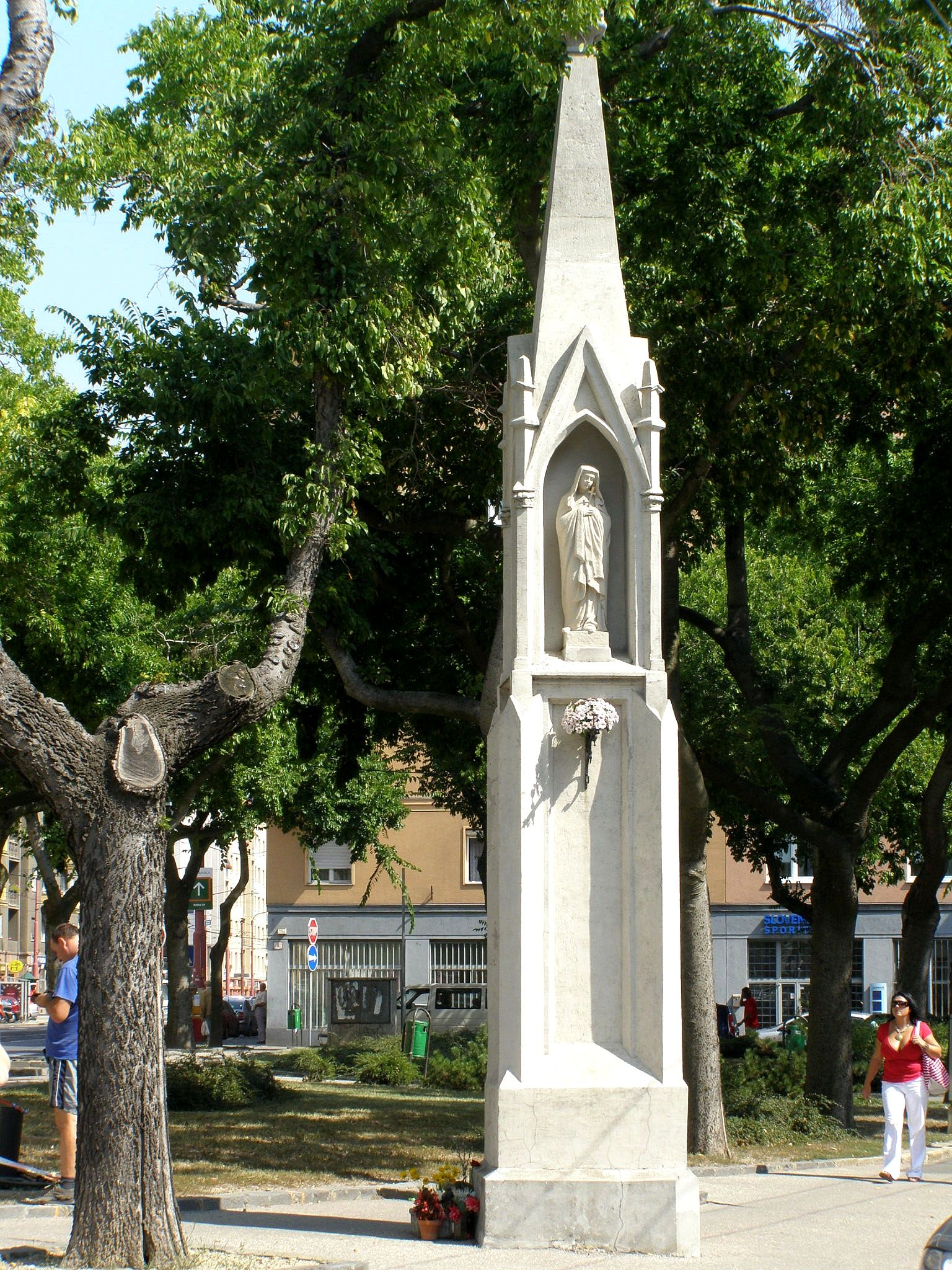
Pohled na boží muka od západu

Boží muka na náměstí Odborářů jsou boží muka na dnešním náměstí Odborářů v Bratislavě.
Jde o malou sakrální stavbu postavenou v blíže neznámém čase. Ve středověku bylo zdejší místo volným předměstských územím, na kterém se od poloviny 17. století pořádaly výroční trhy s dobytkem.
Pravděpodobně z tohoto období pochází dnešní stavba božích muk, vysoká osm metrů a stojící na čtvercovém půdorysu o rozměrech 1,25 x 1,25 metru. Jako není znám čas, kdy boží muka postavili, tak jsou neznámé i bližší okolnosti jejího vzniku. Pravděpodobně jde o některou z věžiček z někdejšího Kostela klarisek, resp. o sekundární využití zbytku věžičky z roku 1469, která stála před městskými hradbami a kterou v důsledku tureckého ohrožení museli obyvatelé města zbourat. Zachráněnou a zachovalou část zrekonstruovali a postavili na tomto místě.
Vcelku nenápadná, ale zajímavá stavba, postavená navíc na dnes velmi frekventovaném místě, je historickou architektonickou památkou zřetelně kontrastující s okolní moderní zástavbou. Na západní straně věžičky se ve výšce nachází malý výklenek se soškou Panny Marie (Mater Dolorosa, tj. Matka truchlící) držící křížek v pravé ruce. V roce 1999 byla celá památka zrekonstruována.